# San Salvador de las Pozas
San Salvador de las Pozas es una localidad del estado mexicano de Guerrero. Es parte del municipio de Coyuca de Benítez.

## Toponimia
El nombre «San Salvador» hace referencia al santo patrono de la localidad: Nuestro Señor San Salvador.

## Demografía
| Gráfica de evolución demográfica |
|                                  |

| Censo | Población |
| ----- | --------- |
| 1960  | 306       |
| 1970  | 767       |
| 1980  | 752       |
| 1990  | 1 050     |
| 2000  | 1 042     |
| 2010  | 1 132     |
| 2020  | 1 127     |